# Dicranomyia (Dicranomyia) swezeyana
Dicranomyia (Dicranomyia) swezeyana is een tweevleugelige uit de familie steltmuggen (Limoniidae). De soort komt voor in het Australaziatisch gebied.